# Cedric Bixler-Zavala
Pour les articles homonymes, voir Bixler et Zavala.
Cedric Bixler-Zavala était le batteur du groupe Foss dans les années 1990 avec Beto O'Rourke, puis chanteur du groupe rock américain The Mars Volta. Il est un des deux membres fondateurs du groupe avec Omar Rodríguez-López. Ils ont formé le groupe en 2001 dans le but d'explorer de nouveaux styles musicaux.
Il fut aussi le chanteur du groupe At the Drive-In durant toute l'existence de ce groupe et fut impliqué dans de nombreux autres groupes tels que De Facto ou Omar Rodriguez-Lopez Band.
Depuis 2012, il est également chanteur et batteur dans le groupe californien Anywhere.